# Szvetliji járás
A Szvetliji járás (oroszul Све́тлинский район) Oroszország egyik járása az Orenburgi területen. Székhelye Szvetlij.

## Népesség
- 1989-ben 19 664 lakosa volt.
- 2002-ben 18 356 lakosa volt.
- 2010-ben 13 876 lakosa volt, melyből 9 597 orosz, 2 080 kazah, 473 ukrán, 364 tatár, 353 mordvin, 228 baskír, 126 német, 113 csuvas.